# Jag vill dansa natten är ung
Jag vill dansa natten är ung är Glamours första och enda EP, som gavs ut år 1982.

## Låtlista
1. Jag vill dansa natten är ung

## Bandet
- Jim Jidhed - Sångare
- Magnus Dise - Trummor
- Stefan Fransson - Bas
- Jörgen Olausson - Gitarr